# Abu Halo
Abu Halo – miejscowość w Egipcie, w północno-wschodniej części półwyspu Synaj w muhafazie Synaj Północny w Egipcie.